# Municipio de Cushman-Union
El municipio de Cushman-Union (en inglés: Cushman-Union Township) es un municipio ubicado en el condado de Independence en el estado estadounidense de Arkansas. En el año 2010 tenía una población de 1420 habitantes y una densidad poblacional de 10,85 personas por km².

## Geografía
El municipio de Cushman-Union se encuentra ubicado en las coordenadas 35°51′57″N 91°45′36″O / 35.86583, -91.76000. Según la Oficina del Censo de los Estados Unidos, el municipio tiene una superficie total de 130.92 km², de la cual 130.53 km² corresponden a tierra firme y (0.3%) 0.39 km² es agua.

## Demografía
Según el censo de 2010, había 1420 personas residiendo en el municipio de Cushman-Union. La densidad de población era de 10,85 hab./km². De los 1420 habitantes, el municipio de Cushman-Union estaba compuesto por el 95.85% blancos, el 0.07% eran afroamericanos, el 0.35% eran amerindios, el 0.35% eran asiáticos, el 0.07% eran isleños del Pacífico, el 1.83% eran de otras razas y el 1.48% pertenecían a dos o más razas. Del total de la población el 3.38% eran hispanos o latinos de cualquier raza.